# Виноробні доми Шампані
Виноробні доми Шампані — це 284 торгових будинків шампанських вин. У 2004 році 55% продажів шампанського (170 мільйонів пляшок) припало на 12 основних торгових груп. Шість найбільших з них - LVMH, Vranken-Pommery Monopole, LANSON-BCC Group, Laurent-Perrier, Pernod Ricard і Lombard-et-Médot.
Продаж немілезимного шампанського брют щорічно складають від 80% до 85% всіх продажів.
Продаж мілезимних кюве становлять не більше 5% від загального обсягу продажів шампанського. Ця категорія шампанського служить головним чином для створення індивідуального образу бренду, з метою підвищення загального обсягу продажу та для стимулювання обговорень особливостей різних брендів. Власники брендів організовують різні заходи навколо своїх мілезимних вин, щоб підтримати інтерес з боку суспільства і професіоналів.

## Визначення
Компанії, які не відповідають умовам виробництва, продажу та членства в Союзі Домів Шампанського, не можуть вважатися такими. В одному випадку вони є виноробними компаніями (які не займаються переробкою або маркетингом вина), а в іншому випадку вони є комерсантами, якщо вони займаються лише маркетингом. Виноградарі, які відповідають цим критеріям, але не мають "промислового та комерційного" юридичного, податкового та соціального статусу, все одно можуть бути "асоційованими членами ".
Таким чином, шампанське, що продається будинками шампанського, може походити від закупівлі винограду у виноградарів або інших виноградарів, або з власних виноградників. Шампанське відповідає за вініфікацію та купажування, а також за маркетинг вин.
Кюве, що продаються, часто походять з декількох джерел, що призводить до змішування кюве. Однак це може викликати розбіжності, оскільки деякі будинки продають кюве, виготовлені з окремих партій.
На частку брют-сан-анне припадає від 80 до 85% продажів. Найсильніше зростання наразі спостерігається у рожевих шампанських.
На вінтажні кюве ніколи не припадає більше 5% продажів шампанського.

## Великі доми шампанських вин
| Назва дому               | Рік заснування                | Місто             | Престижне кюве                                    | Милезимні вина          | Власник дому                                                         | Власні виноградинки |
| ------------------------ | ----------------------------- | ----------------- | ------------------------------------------------- | ----------------------- | -------------------------------------------------------------------- | ------------------- |
| Henri Abelé              | 1757                          | Реймс             | Sourire de Reims                                  | -                       | Іспанська група Фрешенет                                             |                     |
| Ayala                    | 1860                          | Аи                | La Perle                                          | так                     | Сім'я Боланже                                                        |                     |
| Beaumet                  | 1878                          | Еперне            | Malakoff                                          | так                     | входить до складу De Castellane                                      |                     |
| Beaumont des Crayères    | 1953                          | Мардей            | Nostalgie                                         | так                     | Кооперативний винний підвал (240 членів)                             |                     |
| Besserat de Bellefon     | 1843                          | Еперне            | La Cuvée des Moines                               | -                       | Група LANSON-BCC                                                     |                     |
| Billecart-Salmon         | 1818                          | Марней-сюр-Аи     | Nicolas François Billecart (миллезим брют)        | так                     | Самостійний дім                                                      |                     |
| Billecart-Salmon         | 1818                          | Марней-сюр-Аи     | Elisabeth Salmon (миллезим розовое)               | так                     | Самостійний дім                                                      |                     |
| Billecart-Salmon         | 1818                          | Марней-сюр-Аи     | Clos Saint-Hilaire                                | так                     | Самостійний дім                                                      |                     |
| Binet                    | 1849                          | Авіз              | Cuvée Sélection                                   | -                       | Група сімей Prin/Binet/Collery                                       |                     |
| Château de Bligny        | 1911                          | Блиньї            | An 2000                                           | так                     | Група G.H. Martel & Co                                               |                     |
| Henri Blin et Cie        | 1947                          | Венсель           | An 2000                                           | так                     | Кооперативний винний підвал (31 член)                                |                     |
| Boizel                   | 1834                          | Еперне            | Joyau de France                                   | так                     | Група LANSON-BCC                                                     |                     |
| Bollinger                | 1829                          | Аи                | Vieilles Vignes Françaises                        | так                     | Сім'я Боланже                                                        | 164 га              |
| Bollinger                | 1829                          | Аи                | R.D. (скор. Недавно дегоржироване)                | так                     | Сім'я Боланже                                                        | 164 га              |
| Bollinger                | 1829                          | Аи                | La Grande Année                                   | так                     | Сім'я Боланже                                                        | 164 га              |
| Raymond Boulard          | виноградники: 1792 вино: 1952 | Ла-Невіль-о-Ларрі | Vieilles vignes                                   | -                       | Самостійний дім                                                      |                     |
| Brice                    | 1994                          | Бузі              | Les 4 Grands Crus: Ay, Bouzy, Cramant et Verzenay | -                       | Самостійний дім (сімейний)                                           | 10 га               |
| Canard-Duchêne           | 1868                          | Люд               | Grande Cuvée Charles VII                          | так                     | Група Alain Thiénot                                                  | 44 га               |
| Canard-Duchêne           | 1868                          | Люд               | Léonie                                            | -                       | Група Alain Thiénot                                                  | 44 га               |
| De Castellane            | 1895                          | Еперне            | Commodore                                         | так                     | Група Laurent-Perrier                                                | Відсутні            |
| Cattier                  | 1918                          | Шиньи-ле-Роз      | Clos du Moulin                                    | -                       | Самостійний дім                                                      | 32 га               |
| Charles de Cazanove      | 1811                          | Реймс             | Stradivarius                                      | -                       | Groupe Rapeneau                                                      |                     |
| Chanoine                 | 1730                          | Реймс             | Tsarine                                           | -                       | Група LANSON-BCC                                                     |                     |
| Delbeck                  | 1832                          | Реймс             | залежно від урожаю                                | -                       | Банкрутство фінансиста П'єра Мартена (Bricout і Delbeck) у 2003 році |                     |
| Deutz                    | 1838                          | Аї                | Amour de Deutz                                    | так                     | Група Louis Roederer                                                 |                     |
| Drappier                 | 1808                          | Юрвіль            | Grande Sendrée                                    | так                     | Сімейний дім                                                         |                     |
| Duval-Leroy              | 1859                          | Вертю             | Femme de Champagne                                | залежно від урожаю      | сімейний дім                                                         |                     |
| Duval-Leroy              | 1859                          | Вертю             | Fleur de Champagne                                | залежно від урожаю      | сімейний дім                                                         |                     |
| Charles Ellner           | 1972                          | Эперне            | Séduction                                         | так                     | сімейний дім                                                         |                     |
| Nicolas Feuillatte       | 1972                          | Шуї               | Palmes d'Or                                       | так                     | об'єднання кооперативів                                              |                     |
| Gauthier                 | 1858                          | Еперне            | Grande Réserve Brut                               | -                       | Група LANSON-BCC                                                     |                     |
| Paul Goerg               | 1950                          | Вертю             | Lady C.                                           | так                     | -                                                                    |                     |
| Gosset                   | 1584                          | Аї                | Celebris                                          | так                     | Група Renaud-Cointreau                                               |                     |
| Gosset                   | 1584                          | Аї                | Grand Millésime                                   | так                     | Група Renaud-Cointreau                                               |                     |
| Heidsieck & Co Monopole  | 1785                          | Еперне            | Diamant Bleu                                      | так                     | Група Vranken-Pommery Monopole                                       | 275 га              |
| Charles Heidsieck        | 1851                          | Реймс             | Blanc des Millénaires                             | так                     | Група E.P.I. (з 2011 року, перед цим - Група Rémy Cointreau)         | 65 га               |
| Henriot                  | 1808                          | Реймс             | Cuvée des Enchanteleurs                           | так                     | Сім'я Жозефа Енріо                                                   | 28 га               |
| Henriot                  | 1808                          | Реймс             | Brut Souverain                                    | так                     | Сім'я Жозефа Енріо                                                   | 28 га               |
| Jacquart                 | 1962                          | Реймс             | Brut de Nominée                                   | -                       | Об'єднання кооперативів                                              |                     |
| Krug                     | 1843                          | Реймс             | кожен миллезим має своє ім'я                      | так                     | Група LVMH                                                           | 21 га               |
| Krug                     | 1843                          | Реймс             | Clos du Mesnil                                    | залежно від урожаю      | Група LVMH                                                           | 21 га               |
| Charles Lafitte          | 1834                          | Тур-сюр-Марна     | Orgueil de France                                 | залежно від урожаю      | Група Vranken-Pommery Monopole                                       | 275 га              |
| Lanson                   | 1760                          | Реймс             | Noble Cuvée                                       | так                     | Група LANSON-BCC                                                     | 1 га                |
| Laurent-Perrier          | 1812                          | Тур-сюр-Марна     | Grand Siècle                                      | -                       | Група Laurent-Perrier                                                |                     |
| Mercier                  | 1858                          | Еперне            | Vendange                                          | так                     | Група LVMH                                                           | 576 га              |
| Moët & Chandon           | 1743                          | Еперне            | Dom Pérignon                                      | так                     | Група LVMH                                                           | 1000 га             |
| Moët & Chandon           | 1743                          | Еперне            | Brut Impérial                                     | так                     | Група LVMH                                                           | 1000 га             |
| Moët & Chandon           | 1743                          | Еперне            | Grand Vintage                                     | так                     | Група LVMH                                                           | 1000 га             |
| Mumm                     | 1827                          | Реймс             | Mumm de Cramant                                   | -                       | Група Pernod Ricard                                                  | 218 га              |
| Bruno Paillard           | 1981                          | Реймс             | Nec Plus Ultra                                    | так                     | Група LANSON-BCC (головний акціонер)                                 | 24 га               |
| Bruno Paillard           | 1981                          | Реймс             | Brut Première cuvée                               | так                     | Група LANSON-BCC (головний акціонер)                                 | 24 га               |
| Pannier                  | 1899                          | Шато-Тьеррі       | Égérie                                            | так                     |                                                                      |                     |
| Joseph Perrier           | 1825                          | Шалон-ан-Шампань  | Royale Brut                                       | так                     | Група Alain Thiénot                                                  | 22 га               |
| Joseph Perrier           | 1825                          | Шалон-ан-Шампань  | Cuvée Joséphine                                   | так                     | Група Alain Thiénot                                                  | 22 га               |
| Perrier-Jouët            | 1811                          | Еперне            | Belle Époque                                      | так                     | Група Pernod Ricard                                                  |                     |
| Philipponnat             | 1522                          | Марней-сюр-Аи     | Clos des Goisses                                  | так                     | Група LANSON-BCC                                                     | 20 га               |
| Piper-Heidsieck          | 1785                          | Реймс             | Rare                                              | -                       | Група E.P.I. (з 2011 року, раніше - Група Rémy Cointreau)            | 65 га               |
| Piper-Heidsieck          | 1785                          | Реймс             | Rosé Sauvage                                      | -                       | Група E.P.I. (з 2011 року, раніше - Група Rémy Cointreau)            | 65 га               |
| Pommery                  | 1836                          | Реймс             | Louise                                            | так                     | Група Vranken-Pommery Monopole                                       | 230 га              |
| Louis Roederer           | 1776                          | Реймс             | Cristal                                           | так                     | Група Louis Roederer (сім'я Рузо)                                    | 214 га              |
| Pol Roger                | 1849                          | Еперне            | Sir Winston Churchill                             | так                     | Сімейний дім                                                         | 85 га               |
| PRIN Père & Fils         | 1977                          | Авіз              | 6eme Sens                                         | ні                      | Сімейний дім                                                         |                     |
| Ruinart                  | 1729                          | Реймс             | Dom Ruinart                                       | так                     | Група LVMH                                                           | 576 га              |
| Ruinart                  | 1729                          | Реймс             | Ruinart blanc de blancs                           | так                     | Група LVMH                                                           | 576 га              |
| De Saint-Gall            | 1966                          | Авиз              | Orpale                                            | залежно від урожаю      | Объединение хозяйств                                                 |                     |
| Salon                    | 1921                          | Ле-Мений-сюр-Оже  | S                                                 | так                     | Група Laurent-Perrier                                                | 121 га              |
| Marie Stuart             | 1867                          | Реймс             | La Sommelière                                     | -                       | Група Alain Thiénot                                                  |                     |
| Marie Stuart             | 1867                          | Реймс             | Brut Millésimé                                    | так                     | Група Alain Thiénot                                                  |                     |
| Taittinger               | 1734                          | Реймс             | Comtes de Champagne                               | так                     | Пьер Тэтэнже и Crédit Agricole                                       | 288,84 га           |
| Taittinger               | 1734                          | Реймс             | Les Folies de la Marquetterie                     | -                       | Пьер Тэтэнже и Crédit Agricole                                       | 288,84 га           |
| Thiénot                  | 1985                          | Реймс             | Cuvée Alain Thiénot                               | так                     | Група Alain Thiénot                                                  | 44 га               |
| Thiénot                  | 1985                          | Реймс             | Cuvée Stanislas                                   | так                     | Група Alain Thiénot                                                  | 44 га               |
| Thiénot                  | 1985                          | Реймс             | Cuvée Garance                                     | так                     | Група Alain Thiénot                                                  | 44 га               |
| Thiénot                  | 1985                          | Реймс             | La vigne aux gamins                               | так                     | Група Alain Thiénot                                                  | 44 га               |
| de Venoge                | 1837                          | Еперне            | Grand Vin des Princes                             | так                     | Група LANSON-BCC                                                     |                     |
| de Venoge                | 1837                          | Еперне            | Cordon Bleu                                       | так                     | Група LANSON-BCC                                                     |                     |
| Veuve Clicquot Ponsardin | 1772                          | Реймс             | La Grande Dame                                    | так                     | Група LVMH                                                           | 515 га              |
| Veuve Clicquot Ponsardin | 1772                          | Реймс             | Brut Carte Jaune                                  | так                     | Група LVMH                                                           | 515 га              |
| Veuve Clicquot Ponsardin | 1772                          | Реймс             | Vintage Rich                                      | так                     | Група LVMH                                                           | 515 га              |
| Vranken                  | 1975                          | Еперне            | Demoiselle ... (для кожного мілезиму своє ім'я)   | в залежності від врожаю | Groupe Vranken-Pommery Monopole                                      | 230 га              |
| Vranken                  | 1975                          | Еперне            | Tête de cuvée                                     | в залежності від врожаю | Groupe Vranken-Pommery Monopole                                      | 230 га              |

## Невеликі будинку шампанських вин
Найкращий спосіб дізнатися продукцію цих будинків – проїхати по Туристичній дорозі шампанського.